# チャトゥルサナ

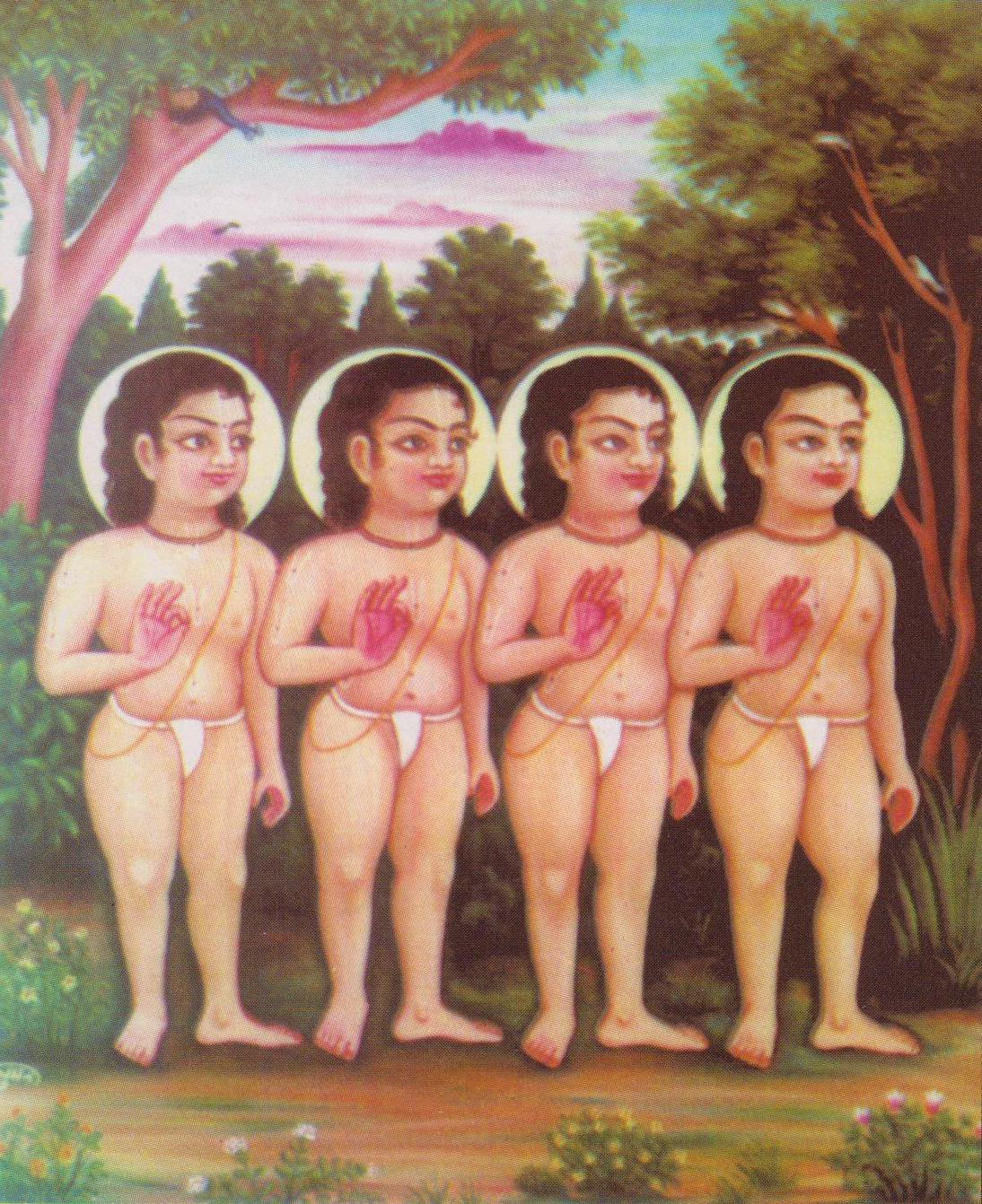
チャトゥルサナ

チャトゥルサナ（Catursana）あるいは四人のクマーラ（Kumāra、サンスクリット語で「童子」の意）とは、ヒンドゥー教のプラーナ文献に記されたブラフマーの息子たちである。それぞれサナカ、サナタナ、サナンダナ、サナトという名である。
この四人の息子は、ブラフマーの精神から生まれ、父の願いに反して生涯独身の誓い（ブラフマチャリヤ）を立てた偉大な賢者として記述されている。
『バーガヴァタ・プラーナ』では、生まれながらにして永遠に解脱した境涯にある魂であるにもかかわらず、すでにして開悟した境地からヴィシュヌの献愛に身を捧げることに引かれていった十二人のマハージャナ（偉大な献愛者あるいはバクタ）のうちに名を連ねている。同書の第一編では、ヴィシュヌのアヴァターラともされている。年齢としてはたいへんな年長者にもかかわらず、四クマーラは、小さな子どもの姿でこの宇宙を放浪していると言われている。彼らはいくつかのヒンドゥー教の霊的諸伝統、なかでもとりわけクリシュナとヴィシュヌの崇拝に関係のある諸伝統の中で重大な役割を果たしている。